# Caso cerrado (película de 1985)
Caso cerrado es una película española de 1985 dirigida por Juan Caño y protagonizada por Pepa Flores. Fue el último trabajo de la actriz, tras el cual se retiró definitivamente del espectáculo y de la vida pública.

## Argumento
César (Patxi Bisquert), un ejecutivo segoviano de religión judía, se niega a efectuar el servicio militar. Las represalias que sufre por su objeción afectan a su matrimonio con Isabel (Pepa Flores) y a su trabajo.

## Origen
El director Juan Caño, amigo de la artista, la convence para que protagonice el filme. Ella acepta, "porque plantea cuestiones que considera ético defender, como son la connivencia entre Justicia, Finanzas y Policía en contra del individuo y la Libertad", tal y como recoge el periodista Javier Barreiro en su libro Marisol frente a Pepa Flores (Plaza & Janés, 1999). 

## Reparto
| Actor            | Personaje                 |
| ---------------- | ------------------------- |
| Pepa Flores      | Isabel                    |
| Patxi Bisquert   | César                     |
| Encarna Paso     | Madre de César            |
| Isabel Mestres   | Teresa                    |
| Santiago Ramos   | Javier                    |
| José Vivó        | Director de la prisión    |
| Lola Gaos        | Funcionaria de la prisión |
| Nacho Martínez   | Amante de Isabel          |
| Antonio Banderas | Gasofa                    |
| Luis Romero      | Buje                      |

## Tema musical
- "Algunas veces"

## Premios
La película participó en la 33.ª Edición del Festival de Cine de San Sebastián, pero no obtuvo ningún reconocimiento en el mismo. Sólo el trabajo de un jovencísimo Antonio Banderas fue premiado con el Fotogramas de Plata al Mejor Actor de Cine en 1986.